# Stazione di Montalbano Jonico (FCL)
La stazione di Montalbano Jonico era una stazione ferroviaria posta lungo la ex ferrovia Bari-Matera-Montalbano Jonico, era a servizio di Montalbano Jonico.

## Storia
La stazione fu aperta nel 1932, al completamento della tratta Miglionico-Montalbano, continuò il suo esercizio fino al 1972 insieme alla tratta Matera-Montalbano a seguito del mancato prolungamento fino alla stazione di Marsico Nuovo, posta sulla ferrovia Atena Lucana-Marsico Nuovo, anch'essa chiusa il 25 agosto 1966.

## Strutture e impianti
La stazione è passante in quanto parte del prolungamento mai realizzato fino a Marsico Nuovo. Dopo la soppressione, venne abbandonata.